# ルーン・リバー
ルーン・リバー（英: Lune River）は、オーストラリア連邦タスマニア州の南東部にある町である。同名の川の河口の近くに位置する。
ルーン・リバー地域は特にジュラ紀時代からの化石で知られている。
ルーン・リバーのタウンシップはアイダ・ベイ鉄道 (Ida Bay Railway) の出発点となっている。